# San Joaquín (Beni)
San Joaquín ist eine Landstadt im Departamento Beni im Tiefland des südamerikanischen Anden-Staates Bolivien.

## Lage im Nahraum
San Joaquín ist Sitz der Verwaltung der Provinz Mamoré und zentraler Ort des Municipio San Joaquín. Die Stadt liegt auf einer Höhe von 142 m am linken Ufer des Río Machupo, der zum Río Iténez hin entwässert. Die Stadt bestand bei der Volkszählung 2012 aus den Ortsteilen San Pedro (1896 Einwohner), San Lorenzo (1091 Einwohner), Machupo (734 Einwohnern), Agua Dulce (498 Einwohnern), Machuro (328 Einwohnern) und San Joaquín (9 Einwohnern).

## Geographie
San Joaquín liegt in der Moxos-Ebene, einem der größten Feuchtgebiete der Erde. Vorherrschende Vegetationsform in der Region San Joaquín ist die der tropischen Savanne.
Die Temperaturschwankungen sind niedrig, sowohl im Tagesverlauf als auch im Jahresverlauf (siehe Klimadiagramm San Joaquín). Die Jahresdurchschnittstemperatur liegt bei über 26 °C, die Monatsdurchschnittstemperaturen liegen zwischen 24 und 29 °C. Der Jahresniederschlag beträgt rund 1500 mm; die Monate Juni bis August sind durch eine Trockenzeit geprägt, in der die geringen Niederschläge rasch verdunsten.

## Verkehrsnetz
San Joaquín liegt in einer Entfernung von 244 Straßenkilometern nördlich von Trinidad, der Hauptstadt des Departamento Beni.
Durch San Joaquín führt die 1631 Kilometer lange Nationalstraße Ruta 9, die das gesamte bolivianische Tiefland durchquert und Guayaramerín im Norden an der brasilianischen Grenze mit Yacuiba im Süden an der argentinischen Grenze verbindet. Sie führt als unbefestigte Landstraße von Guayaramerín aus zwischen dem Grenzfluss Río Iténez und dem Río Yata nach Süden, überquert bei Puerto Siles den Río Mamoré und erreicht nach weiteren 55 Kilometern San Joaquín. Von dort führt sie weiter über San Ramón, San Pedro Nuevo und San Javier zur Departamento-Hauptstadt Trinidad.

## Bevölkerung
Die Einwohnerzahl der Ortschaft ist in den vergangenen beiden Jahrzehnten um etwa ein Drittel angestiegen:
| Jahr | Einwohner | Quelle       |
| ---- | --------- | ------------ |
| 1992 | 3 489     | Volkszählung |
| 2001 | 4 094     | Volkszählung |
| 2012 | 4 556     | Volkszählung |
| 2024 |           | Volkszählung |

## Persönlichkeiten
- Jeanine Áñez (* 1967), Interims-Präsidentin Boliviens (2019–2020)